# Tinodes foedellus
Tinodes foedellus là một loài Trichoptera trong họ Psychomyiidae. Chúng phân bố ở miền Cổ bắc.